# Podocotyle pacifica
Podocotyle pacifica är en plattmaskart. Podocotyle pacifica ingår i släktet Podocotyle och familjen Opecoelidae. Inga underarter finns listade i Catalogue of Life.